# Грицак Лев Ярославович
Грицак Лев Ярославович (нар. 25 січня 1952, м. Чортків, Україна) — український медик та громадський діяч, Заслужений лікар України, двічі міський голова курорту Трускавець (2002—2010), Лауреат Державної премії України з архітектури, Генеральний директор готельно-курортного комплексу «Карпати», Генерал-осавул українського козацтва, учасник програми «Національні лідери України», засновник Дрогобицького регіонального авіаспортивного клубу «Сокіл», Голова громадської організації «Рада старішин міста Трускавця», почесний Президент Трускавецького футбольного клубу «Карпати», учасник Першої полярної експедиції «Україна-Північний полюс-2000», нагороджений медаллю «За трудову доблесть», орденом «За мужність».

## Життєпис
Лев Грицак народився 25 січня 1952 року в місті Чорткові. У 1975 році закінчив Тернопільський державний медичний інститут.
У 1976—1986 роках Лев Грицак працював лікарем та головним лікарем Волинського санаторію «Лісова пісня».
У жовтні 1986 року стає головним лікарем Трускавецького міжгосподарського санаторію «Карпати».